# Semlow
Semlow – gmina w Niemczech, wchodząca w skład urzędu Ribnitz-Damgarten w  powiecie Vorpommern-Rügen, w kraju związkowym Meklemburgia-Pomorze Przednie.

## Osoby urodzone w Semlow
- Ulrich von Behr-Negendank – pruski polityk

## Zabytki

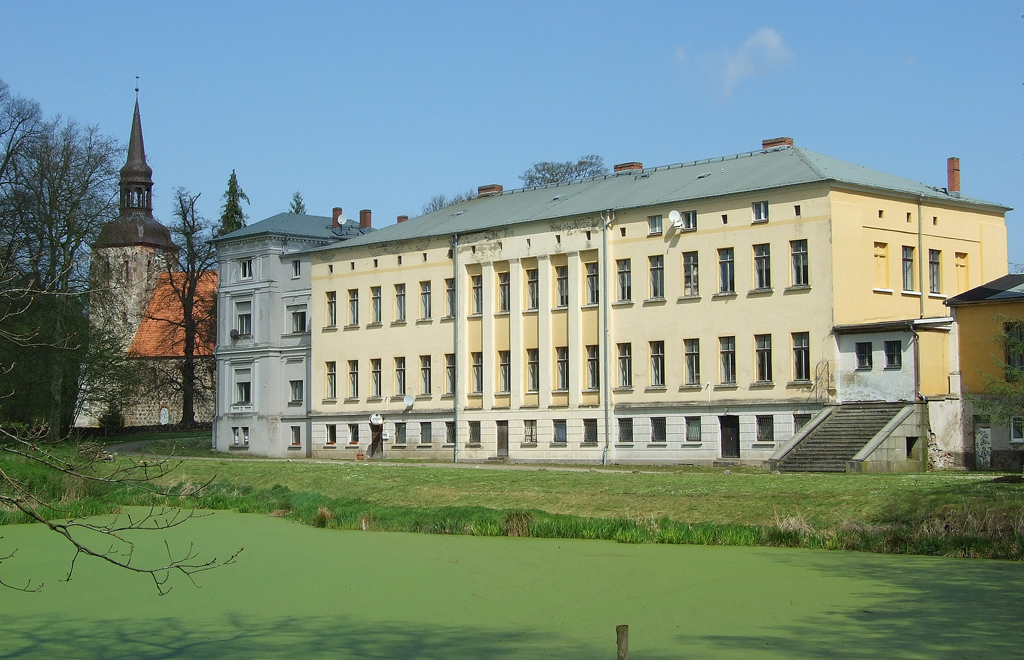
Pałac w Semlowie
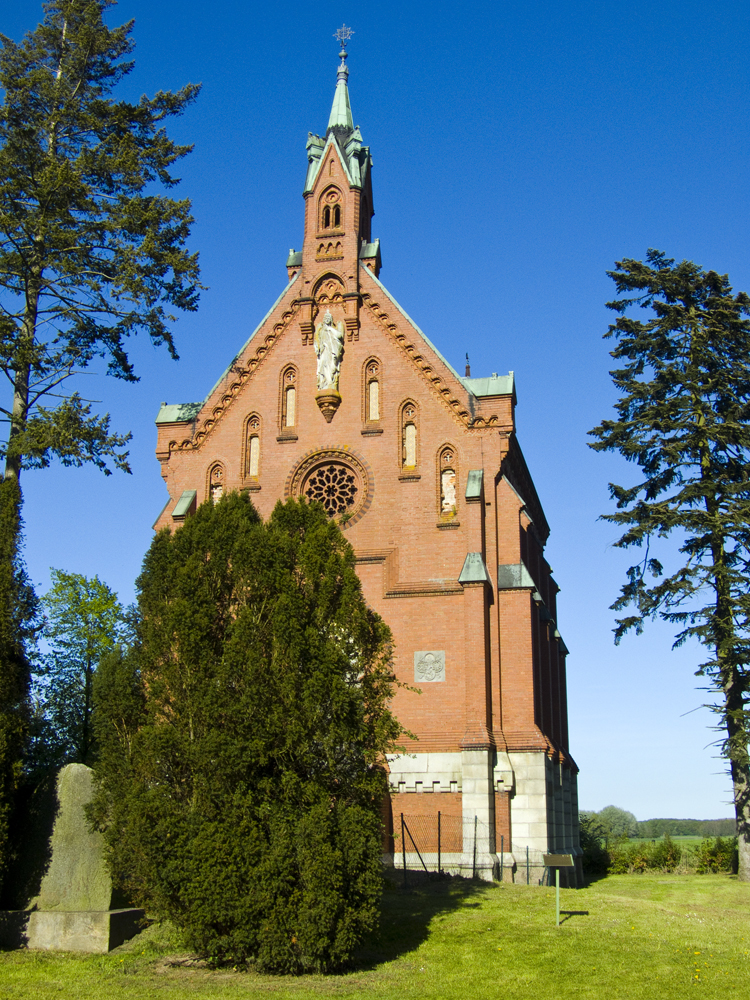
Kaplica z herbem Behr
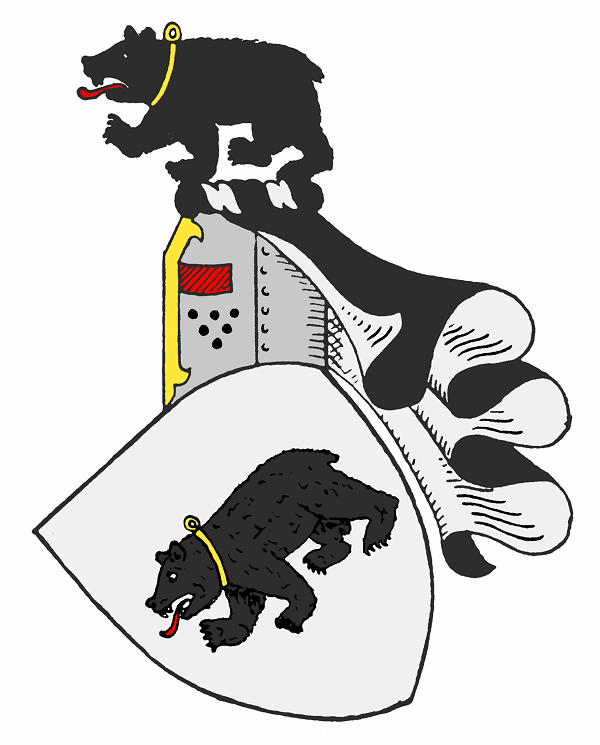
Herb von Behr (odmiana)

- Kaplica cmentarna

- Pałac w Semlowie
- Kaplica z herbem Behr
- Herb von Behr (odmiana)